# Kronprinzenpalais
Kronprinzenpalais (pol. „Pałac Następców Tronu”) – klasycystyczny pałac, znajdujący się w Berlinie, w dzielnicy Mitte, przy alei Unter den Linden. Powstał w latach 1663–1669 jako rezydencja dworskiego urzędnika, później służył jako miejsce zamieszkania członków rodziny Hohenzollernów, spośród których kilku było królami Prus i cesarzami niemieckimi. W tym czasie pałac poddano dwóm przebudowom. Po upadku monarchii i utworzeniu Republiki Weimarskiej w budynku została ulokowana galeria sztuki nowoczesnej o nazwie Galerie der Lebenden (pol. „Galeria żyjących”), mieszcząca dzieła artystów ówcześnie żyjących. Galeria ta miała bogate zbiory i była najchętniej odwiedzaną tego typu placówką w Berlinie. Gdy do władzy doszli naziści, prace zgromadzone w galerii zostały zarekwirowane w ramach walki ze sztuką zdegenerowaną, zaś sama placówka przestała istnieć. W czasie II wojny światowej Kronprinzenpalais został zniszczony, natomiast w 1961 roku ruiny budynku rozebrano. W latach 1968–1969 pałac został odbudowany z przeznaczeniem na pensjonat i dom kultury dla pracowników magistratu Berlina Wschodniego. Od czasu zjednoczenia Niemiec gmach jest wykorzystywany do organizowania wystaw i różnych wydarzeń kulturalnych.

## Lokalizacja
Pałac jest położony w berlińskiej dzielnicy Mitte, przy alei Unter den Linden, naprzeciwko zbrojowni (niem. Zeughaus) i Nowego Odwachu. Można się do niego dostać wysiadając na następujących przystankach autobusowych: leżącym w odległości 100 m od budynku Berlin, Staatsoper (obsługiwany przez linie 100, 200, N2 i TXL), Berlin, Werderscher Markt (odległość 200 m od gmachu; linia 147) oraz Berlin, Lustgarten (odległość 300 m; linie 100, 200 i N2). W pobliżu budynku znajduje się ponadto umiejscowiony w odległości 300 m przystanek tramwajowy Berlin, Am Kupfergraben, który obsługuje linia M1.

## Historia

### Pierwsi użytkownicy
Pałac został wybudowany, według projektu architekta Johanna Arnolda Neringa, w latach 1663–1669 jako prywatna rezydencja tajnego sekretarza Wielkiego Elektora (niem. Geheimsekretär des Großen Kurfürsten), Johanna Martitza. W latach 1706–1732 budynek pełnił rolę siedziby gubernatora Berlina (niem. Gouverneur von Berlin).

### Przebudowa i funkcjonowanie jako pałac Królewski

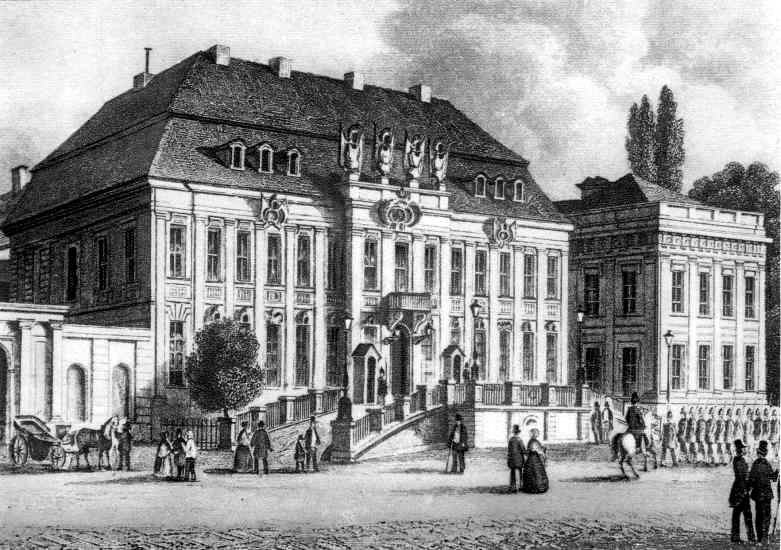
Kronprinzenpalais przed 1856 rokiem

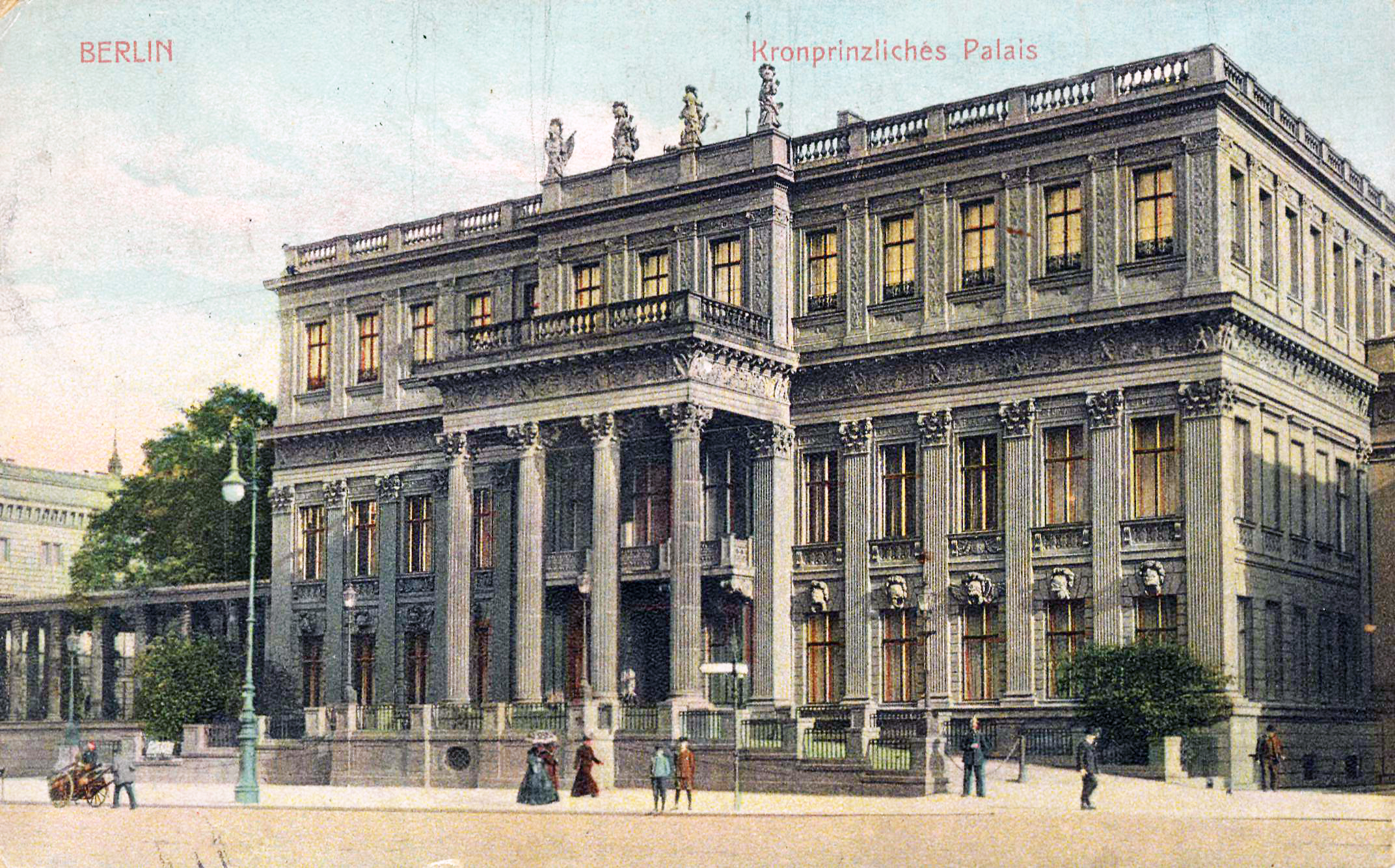
Kronprinzenpalais pod koniec XIX wieku

W 1732 roku z inicjatywy króla Fryderyka Wilhelma I nastąpiła przebudowa budynku, pod kierownictwem architekta Philippa Gerlacha, na dwukondygnacyjny pałac dla jego syna, księcia koronnego Fryderyka i jego żony, księżnej Elżbiety Krystyny. Podczas niej obiektowi nadano barokowy wygląd, a także dobudowano do niego bogato zdobiony, zwieńczony czterema przedstawiającymi trofea rzeźbami środkowy ryzalit oraz pochylnię wjazdową przed wejściem. Pałac otrzymał nazwę Kronprinzenpalais i stał się oficjalną rezydencją pruskich następców tronu. Jednakże Fryderyk, przed wstąpieniem na tron w 1740 roku, mieszkał wraz z żoną w pałacu tylko podczas krótkiego pobytu w Berlinie. Później jego miejscem zamieszkania został zamek berliński i w związku z tym w 1742 roku przekazał on pałac swojemu bratu Augustowi Wilhelmowi; po jego śmierci w 1758 roku pałac do 1780 roku nadal był zamieszkiwany przez jego żonę.
Od 1793 roku do swojej śmierci w 1840 roku pałac zamieszkiwał, wraz z małżonką Luizą, Fryderyk Wilhelm III. Wystrój wnętrz budynku, któremu po objęciu tronu przez Fryderyka Wilhelma III nadano nazwę Königliches Palais (pol. „Pałac Królewski”), był wtedy urządzony w klasycystycznym stylu, zaś meble nie pochodziły z francuskiego importu, tylko były produkcji krajowej. W pałacu przyszli na świat dwaj synowie pary królewskiej: następca tronu Fryderyk Wilhelm (ur. 15 października 1795) i późniejszy cesarz niemiecki Wilhelm (ur. 22 marca 1797). Gmach ten stanowił również tymczasowe miejsce zamieszkania rzeźbiarza Johanna Gotfrieda Schadowa w czasie, gdy tworzył, w latach 1795–1797, kompozycję rzeźbiarską Prinzessinnengruppe, przedstawiającą Luizę oraz jej siostrę Fryderykę. Na początku XIX wieku Karl Friedrich Schinkel zaprojektował kilka pomieszczeń w pałacu, m.in. sypialnię królowej. We współpracy z Heinrichem Gentzem stworzył również projekt, wybudowanego w latach 1810–1811, nad ulicą Oberwallstraße łącznika pomiędzy pałacem Królewskim a  pałacem Księżniczek (niem. Prinzessinnenpalais), w którym mieszkały trzy córki króla. Po śmierci Luizy Fryderyk Wilhelm III urządził w pałacu rodzinne sanktuarium, w którym były przechowywane pukle włosów i fragmenty sukni królowej. Z kolei gdy po jego zgonie rządy objął Fryderyk Wilhelm IV, w budynku umieszczono biura urzędników sądowych; dorastał w nim również Rudolf Lepke, późniejszy właściciel dużego domu aukcyjnego. W trakcie rewolucji marcowej w 1848 roku próbowano przypuścić szturm na Kronprinzenpalais. Pewien rzemieślnik napisał wtedy na murze pałacu: Eigentum der ganzen Nation (pol. „Własność całego narodu”), co spotkało się z oklaskami ze strony atakujących budynek.
W latach 1856–1857 na zlecenie księcia Fryderyka Wilhelma, późniejszego cesarza Fryderyka III, pałac poddano gruntownej, klasycystycznej przebudowie, którą kierował architekt Johann Heinrich Strack. Podczas niej dach mansardowy został zastąpiony dodatkową kondygnacją, zwieńczoną attyką, z kolei pilastry toskańskie z najniższej kondygnacji wymieniono na korynckie, z bogato zdobionym belkowaniem. Wieńczące środkowy ryzalit rzeźby trofeów zostały zachowane, z kolei nad głównym wejściem zbudowano wysoki, wsparty na kolumnach portyk z balkonem. Po wschodniej stronie budynku dobudowano boczne skrzydło, a także utworzono trakt, oddzielony od ulicy kolumnadą.
27 stycznia 1859 roku w pałacu miały miejsce narodziny najstarszego syna księcia i jego żony, księżniczki Wiktorii (córki brytyjskiej królowej Wiktorii) – Wilhelma, ostatniego cesarza niemieckiego jako Wilhelm II. Budynek był również miejscem organizowanych w każdy czwartek przez księżniczkę Wiktorię spotkań, na których prowadzono rozmowy o sztuce, literaturze i archeologii. W spotkaniach tych uczestniczyli m.in. Heinrich von Angeli, Anton von Werner i Adolph Menzel. Gdy po zaledwie 99 dniach cesarskiego panowania Fryderyk III zmarł w 1888 roku (Roku Trzech Cesarzy), miejscem zamieszkania księżniczki Wiktorii został zbudowany dla niej zamek Friedrichshof, zaś Kronprinzenpalais pozostawał opustoszały. Od 1905 roku był wykorzystywany jako rezydencja zimowa przez najstarszego syna cesarza Wilhelma II, Wilhelma i jego żonę Cecylię. Podczas rewolucji listopadowej w 1918 roku przywódcy ruchu rewolucyjnego przemawiali ze schodów pałacu do zgromadzonego przed nimi tłumu.

### Siedziba galerii sztuki nowoczesnej

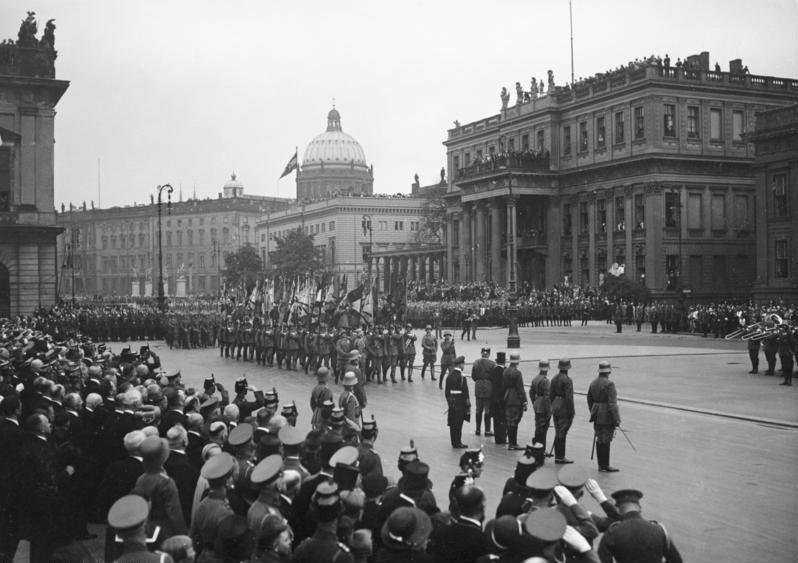
Kronprinzenpalais w 1931 roku podczas defilady państwowej

Po upadku monarchii Kronprinzenpalais przeszedł na własność rządu Republiki Weimarskiej, który przekazał budynek Berliner Nationalgalerie (pol. „Berlińska Galeria Narodowa”). Niedługo później ówczesny dyrektor tej instytucji, Ludwig Justi napisał do Ministerstwa Kultury (niem. Kultusministerium) referat, który został niezwłocznie opublikowany pod tytułem Die Nationalgalerie und die moderne Kunst (pol. „Galeria narodowa i sztuka nowoczesna”), spotykając się z dobrym przyjęciem ze strony niemieckiej prasy, zajmującej się sztuką. W referacie tym Justi przedstawił projekt promocji międzynarodowej sztuki nowoczesnej, a także zaproponował utworzenie Galerie der Lebenden (pol. „Galeria żyjących”) – muzeum poświęconego żyjącym artystom. Z powodu braku środków na budowę nowej siedziby Galerie der Lebenden minister zdecydował, że muzeum zostanie ulokowane w Kronprinzenpalais. W otwartym 4 sierpnia 1919 roku muzeum znalazło się około 150 prac wybitnych artystów niemieckich i francuskich. Na parterze gmachu prezentowane były najbardziej uznane i wartościowe dzieła sztuki twórców zrzeszonych w organizacji Verein Berliner Künstler (pol. „Stowarzyszenie Artystów Berlińskich”). Wyższe piętro przeznaczone było dla prac reprezentujących nowoczesną, aczkolwiek dobrze ugruntowaną sztukę od realizmu do impresjonizmu. W jednym z bogato udekorowanych pokoi pałacowych stała rzeźba Auguste’a Rodina, zaś na ścianach wisiały obrazy Édouarda Maneta, Vincenta van Gogha, Paula Gauguina i Paula Cézanne’a. Piętro to mieściło również dzieła przedstawicieli Berlińskej Secesji, takich jak Wilhelm Trübner, Max Liebermann, Max Slevogt, czy Lovis Corinth. Natomiast na ostatnim piętrze utworzono, pierwszą pod auspicjami państwa, wystawę prac przedstawicieli niemieckiego ekspresjonizmu, m.in. Ericha Heckela, Ernsta Ludwiga Kirchnera, Otto Muellera i Maxa Pechsteina. Ze względu na trudną sytuację ekonomiczną kraju Ludwig Justi musiał prowadzić galerię w oparciu o pożyczone eksponaty i organizowanie wystaw czasowych, co jednakowoż przyczyniło się do tego, że galeria była najczęściej odwiedzanym muzeum w Berlinie. Zgodnie z opinią historyka sztuki i asystenta dyrektora Berliner Nationalgalerie, Alfreda Hentzena, placówka w tamtych czasach miała najlepsze zbiory ze wszystkich niemieckich galerii wystawiających dzieła sztuki nowoczesnej. W 1927 roku muzeum w Kronprinzenpalais odwiedził Alfred H. Barr Jr., który doświadczenia zebrane w czasie wizyty, wykorzystał przy tworzeniu otwartego dwa lata później Museum of Modern Art w Nowym Jorku. Barr w liście do Justiego opisał swoje wrażenia z wizyty w sposób następujący: 

Nasza instytucja stara się spełniać funkcję Kronprinzenpalais! Nie potrafię ci powiedzieć jak zachwycająca i radosna była moja wizyta! Tutaj Picasso, Derain i Matisse pocierają się ramionami z Kleem, Noldem, Dixem, Feiningerem i najlepszymi z nowoczesnych Niemców.... W Nowym Jorku jesteśmy bardzo upośledzeni przez fakt, że jest tu tylko jedno muzeum sztuki, które praktycznie nie interesuje się sztuką nowoczesną.

Działalność Justiego nie wzbudzała wyłącznie pozytywnych reakcji. W 1921 roku krytyk sztuki Karl Scheffler opublikował książkę pod tytułem Berliner Museumskrieg (pol. „Berlińska wojna muzealna”), w której zaatakował Justiego za stworzenie w Kronprinzenpalais muzeum sztuki współczesnej.

Po nastaniu rządów nazistowskich w 1933 roku początkowo panowała tolerancja dla sztuki nowoczesnej. Jednakże pod koniec 1935 roku minister propagandy Joseph Goebbels zaczął przejawiać antymodernistyczne poglądy, które wyrażały się w poparciu idei pozbycia się sztuki współczesnej z niemieckich muzeów. Wpływ na to miała postawa przywódcy nazistowskich Niemiec Adolfa Hitlera, co wynika z wpisu do dziennika Goebbelsa z dnia 15 grudnia 1935 roku: 

Z führerem w południe. Göring też jest. Pytania o budynki. Pytania o malarstwo. Nadal jest bardzo zdenerwowany. To gówno musi być usunięte z Kronprinzenpalais.

W tym samym roku Gestapo zarekwirowało, w domu aukcyjnym Maxa Perla, 81 dzieł głównie pochodzących z kolekcji Ismara Littmanna, które rodzina Littmanna wystawiła po jego śmierci na sprzedaż. Dzieła, zaklasyfikowane jako reprezentujące sztukę zdegenerowaną (niem. Entartete Kunst), przekazano ówczesnemu dyrektorowi Berlińskiej Galerii Narodowej Eberhardowi Hanfstaenglowi, aby ten wybrał „historycznie wartościowe prace”. Hanfstaengl wybrał pięć obrazów i dziesięć rysunków, zaś reszta kolekcji na polecenie Gestapo została spalona 20 maja 1936 roku w piecu systemu grzewczego Kronprinzenpalais. W październiku tego roku zamknięto wystawę prac ekspresjonistycznych, znajdującą się na ostatnim piętrze pałacu.
5 lipca 1937 roku całe muzeum w Kronprinzenpalais zostało zamknięte, z kolei dwa dni później pałac odwiedziła, zajmująca się „oczyszczaniem” niemieckich muzeów i galerii ze sztuki zdegenerowanej, komisja Adolfa Zieglera, która dokonała konfiskaty 435 prac należących do Berlińskiej Galerii Narodowej i wystawianych w Kronprinzenpalais. Konfiskacie sprzeciwił się Eberhartd Hanfstaengl, za co został 27 lipca tego roku zwolniony ze stanowiska. Zarekwirowane prace zostały później pokazane na zorganizowanej 19 lipca tego roku w Monachium wystawie sztuki zdegenerowanej, gdzie stanowiły większość z wystawionych dzieł. Niektórzy członkowie komisji wizytującej Kronprinzenpalais mieli wątpliwości co do słuszności konfiskaty obrazów Augusta Mackego i Franza Marca. Pojawiły się z ich strony sugestie, że byli oni „aryjskimi” artystami, którzy zginęli walcząc za Niemcy w I wojnie światowej i przez to nie zasługują na takie potraktowanie. Później, w nie do końca wyjaśnionych okolicznościach, prace Franza Marca (w tym słynna Wieża niebieskich koni) zostały wyciągnięte z monachijskiej wystawy sztuki zdegenerowanej przed jej zakończeniem. Poniesione przez Berlińską Galerię Narodową straty z tytułu konfiskat zostały częściowo pokryte przez dowódcę Luftwaffe i ministra gospodarki Hermanna Göringa, który wypłacił instytucji odszkodowanie w wysokości 150 000 reichsmarek za obraz Ogród Daubigny’ego Vincenta van Gogha oraz 15 000 reichsmarek za cztery obrazy Paula Signaca i Edvarda Muncha, a także dzięki odbywającej się w czerwcu 1939 roku aukcji skonfiskowanych dzieł w Lucernie, która przyniosła Galerii 1 milion reichsmarek, co stanowiło około szóstą część całkowitej straty.

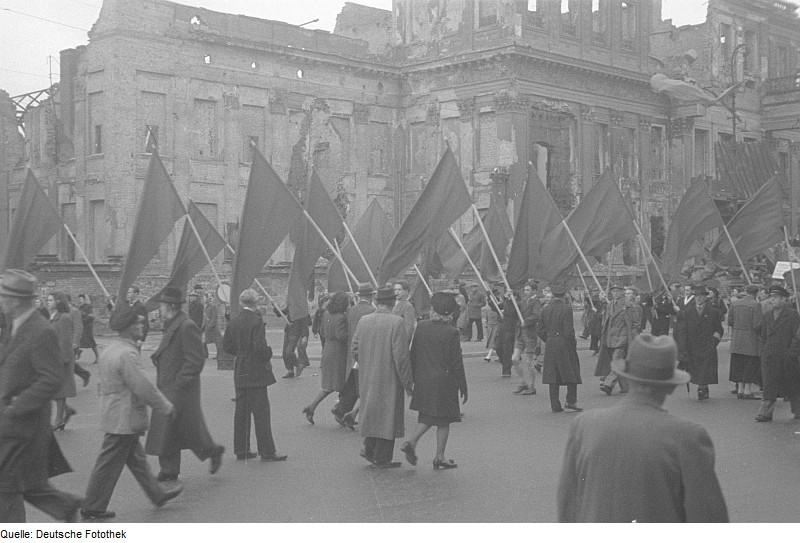
Ruiny pałacu po II wojnie światowej

W dalszej części 1937 roku w Kronprinzenpalais ulokowano Pruską Akademię Sztuk Pięknych (niem. Preußische Akademie der Künste), po tym jak stanowiący jej dotychczasową siedzibę budynek przy placu Pariser Platz, został na polecenie ministra edukacji Bernharda Rusta przeznaczony na siedzibę biura architekta i późniejszego ministra uzbrojenia Alberta Speera. W pałacu tymczasowo znajdowało się również biuro dyrektora Schauspielhausu na placu Gendarmenmarkt, Gustafa Gründgensa.
W czasie II wojny światowej, w marcu 1945 roku Kronprinzenpalais został zniszczony w wyniku nalotu. Po wojnie dzielnica Mitte, na terenie której położony był pałac, znalazła się w radzieckim sektorze Berlina, który później przekształcono w Berlin Wschodni, stolicę NRD. Do 1958 roku ocalałe z nalotu, tylne, poprzeczne skrzydło budynku użytkowała szkoła baletowa. Trzy lata później skrzydło to, wraz ze zrujnowaną resztą pałacu, zostało całkowicie rozebrane.

### Odbudowa i dalsze użytkowanie

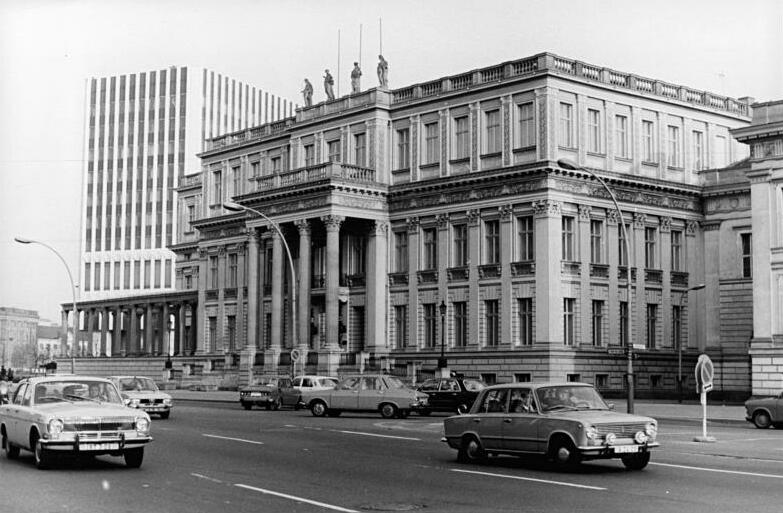
Odbudowany pałac w 1980 roku; na dalszym planie siedziba MSZ NRD

W latach 1968–1969, w celu przywrócenia przedwojennych konturów wschodniej części Unter den Linden i dopełnienia zespołu odbudowanych wcześniej historycznych budynków, tj. Opery Państwowej, katedry św. Jadwigi, Biblioteki Królewskiej, Uniwersytetu Humboldtów, Nowego Odwachu i zbrojowni, a także uzyskania zadowalającego przejścia do nowo wybudowanej siedziby Ministerstwa Spraw Zagranicznych NRD (rozebranej w 1995 roku) oraz centrum rządowego NRD na Schloßplatz, Kronprinzenpalais został odbudowany według projektu architekta Richarda Paulicka. Paulick projekt rekonstrukcji pałacu oparł na jego wersji po klasycystycznej, XIX-wiecznej przebudowie – pierwotnie planował odbudować budynek w barokowej formie z 1733 roku, z przeznaczeniem na siedzibę muzeum, szkoły baletowej, szkoły muzycznej lub małej sali koncertowej, jednakże określenie nowych parametrów urbanistycznych i funkcjonalnych dla Kronprinzenpalais, po rozbiórce w 1961 roku budynku Berlińskiej Akademii Budownictwa oraz po wybudowaniu na jego miejscu siedziby wschodnioniemieckiego MSZ, spowodowało zmianę tych planów. Uznano, że z nowym budynkiem ministerstwa lepiej będzie współgrać wersja klasycystyczna i w takiej postaci ostatecznie gmach odbudowano, podwyższając przy tym, w celu zachowania proporcji, wschodnie skrzydło o jedną kondygnację i wstawiając w miejsce stojących pierwotnie na attyce środkowego ryzalitu czterech rzeźb trofeów, rzeźby przedstawiające muzy. Oddanemu do użytku budynkowi nadano ideologicznie neutralną nazwę Palais Unter den Linden i urządzono w jego odzwierciedlających klasycystyczne formy, aczkolwiek mających zmieniony układ oraz współczesny wystrój wnętrzach (wśród nich wyróżniało się foyer z fryzem autorstwa Johanna Gottfrieda Schadowa, pochodzącym z Potsdamer Schauspielhausu, wyłożona ciemną boazerią sala konferencyjna i klatka schodowa z przedstawiającymi wiwatujących robotników ceramicznymi reliefami), pensjonat oraz dom kultury dla pracowników magistratu Berlina Wschodniego. W pałacu odbywały się również wizyty państwowe, jak np. premier Indii, Indiry Gandhi czy prezydenta Austrii, Kurta Waldheima.
W latach 1969–1970 odtworzony został pod kierownictwem Waltera Hinkefußa przypałacowy ogród, leżący pomiędzy ulicami Oberwallstraße i Niederlagstraße. Ogród ten położony jest powyżej poziomu tych ulic, pod nim zaś znajduje się częściowo podziemny parking. Centralnym punktem założenia jest duży trawnik, do którego z pałacu prowadzą szerokie schody. Po bokach trawnika znajdują się tarasy, na których rosną krzewy, byliny i róże. W ogrodzie znajduje się ponadto aleja obsadzona kasztanowcami, a także zbiornik wodny, wokół którego rosną topole. Na jego terenie postawiono również rzeźby autorstwa Senty Baldamus, Gerharda Thiemego i Gerharda Lichtenfelda. W południowej części ogrodu znajduje się skrzydło mieszczące restaurację Schinkelklause, na którego fasadzie umieszczono niektóre płyty terakotowe oraz portal wejściowy, pochodzące ze zburzonego budynku Berlińskiej Akademii Budownictwa; w tej części ogrodu mieści się ponadto zaprojektowany przez Richarda Paulicka i wybudowany w 1969 roku na planie ośmiokąta pawilon o nazwie Schinkel Pavillon, w którego wnętrzach są organizowane wystawy sztuki współczesnej, co jest nawiązaniem do międzywojennych tradycji Kronprinzenpalais.

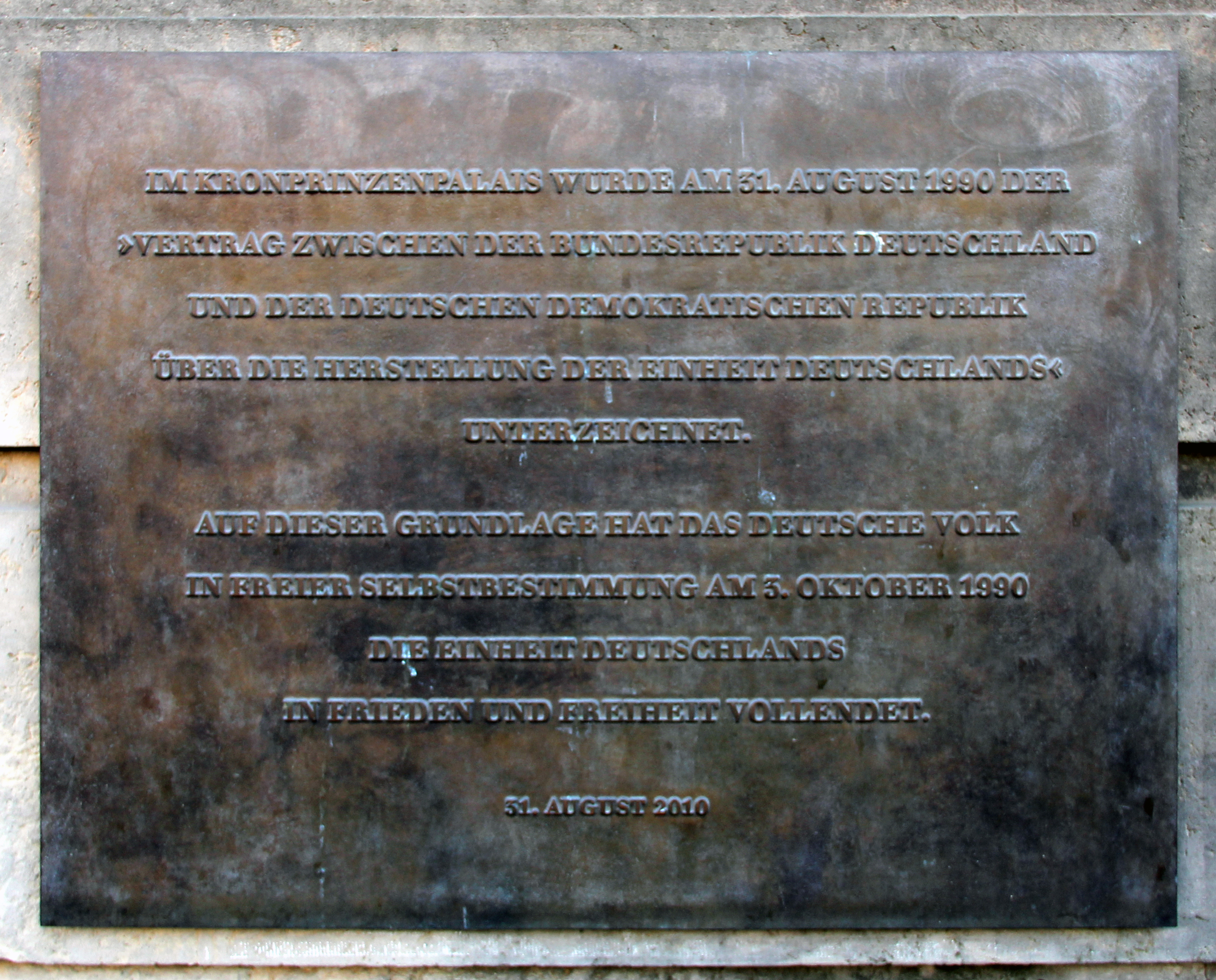
Tablica upamiętniająca podpisanie traktatu o zjednoczeniu Niemiec, umieszczona na fasadzie pałacu w 20. rocznicę tego wydarzenia

31 sierpnia 1990 roku w Kronprinzenpalais podpisano traktat o zjednoczeniu Niemiec, po czym budynek przeszedł na własność Senatu Berlina. W latach 1992–1993, w ramach prowadzonego przez Bundestag „zakończenia niemieckiej jedności”, przejawiającego się m.in. w zakwaterowaniu rządu federalnego w Berlinie, pojawił się i omawiany był pomysł, aby pałac wraz z przyległymi nieruchomościami stał się oficjalną berlińską siedzibą Prezydenta Federalnego Niemiec. Zaplanowano też wówczas w sąsiedztwie pałacu nowe budynki dla około 150 pracowników Urzędu Prezydenta. Wzbudziło to protesty jednego z berlińskich senatorów zajmujących się rozwojem miasta, jako iż oprócz Kronprinzenpalais na użytek prezydenta miałoby być przeznaczonych wiele ważnych dla społeczności miejskiej, okolicznych obiektów, m.in. sąsiedni pałac Księżniczek, w którym mieściła się kawiarnia Operncafé, będąca jednym z najbardziej popularnych i najczęściej odwiedzanych tego typu miejsc w mieście. Ostatecznie z pomysłu przeznaczenia budynku na potrzeby niemieckiego prezydenta zrezygnowano m.in. z powodu wysokich cen gruntów i wątpliwości związanych z zapewnieniem bezpieczeństwa. W pewnym momencie inny berliński senator zaproponował, aby pierwszorzędną berlińską prezydencką rezydencją uczynić pałac Bellevue, który od lat 50. XX wieku pełnił funkcję drugiej oficjalnej siedziby Prezydenta Federalnego (po willi Hammerschmidt w Bonn). W 1994 roku prezydent Richard von Weizsäcker „zamienił” kolejność prezydenckich siedzib i pałac Bellevue stał się tą pierwszą. Trzy lata później w Kronprinzenpalais odbyło się spotkanie grupy G7, dotyczące kursu dolara. W 2004 roku, gdy pałac Bellevue był remontowany, Kronprinzenpalais był używany do organizacji państwowych uroczystości i dużych imprez; ulokowano w nim również biuro prezydenta Johannesa Raua.

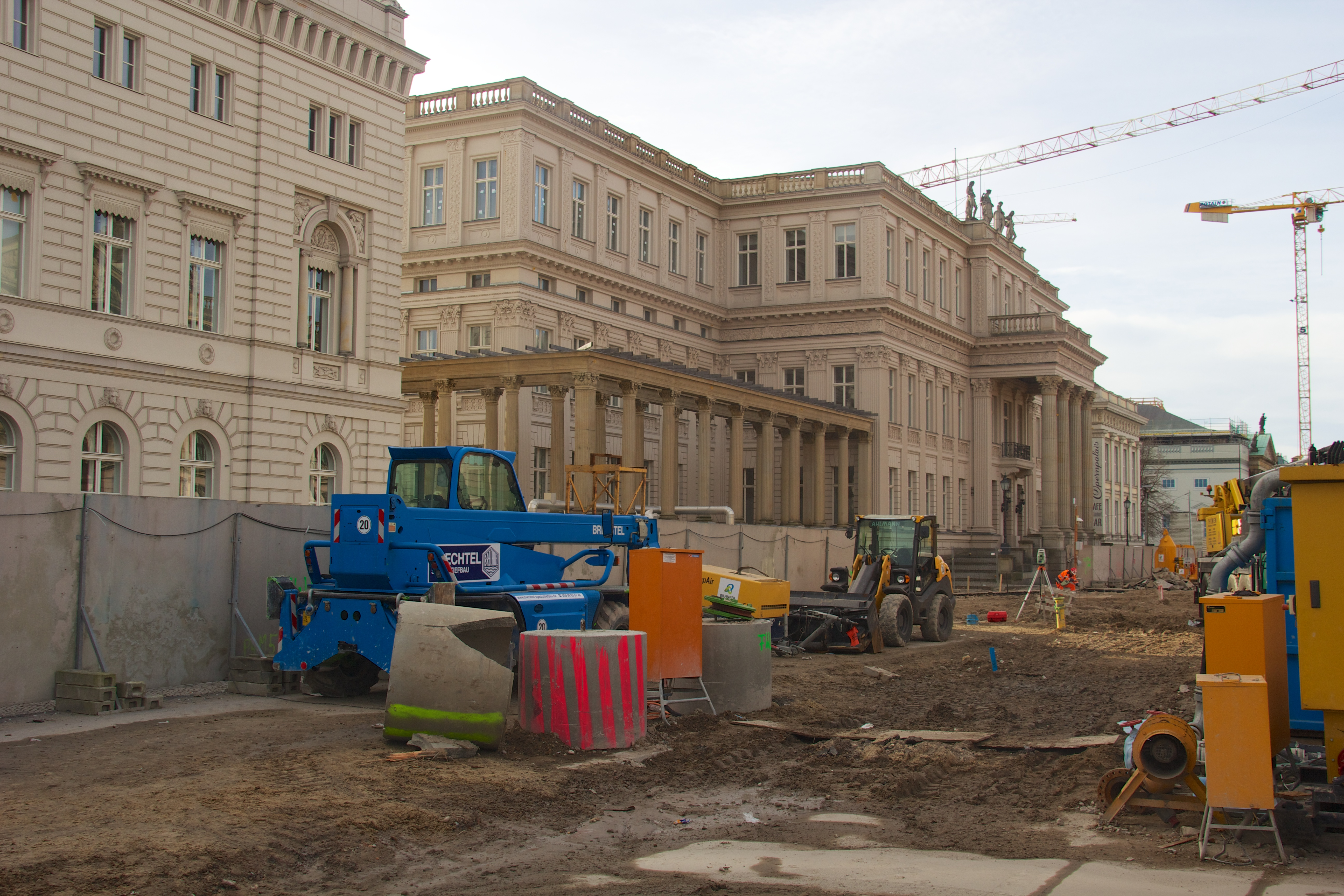
Kronzprinzenpalais w 2014 roku

W latach 1998–2003 wnętrza Kronprinzenpalais były używane jako przestrzeń wystawiennicza przez Niemieckie Muzeum Historyczne, podczas gdy stanowiący jego główną siedzibę budynek Zeughaus był poddawany renowacji. Od 2005 roku toczyło się postępowanie sądowo-administracyjne pomiędzy krajem związkowym Berlin, Federalnym Urzędem do spraw Usług Centralnych i Otwartych Spraw Majątkowych (niem. Bundesamt für Zentrale Dienste und Offene Vermögensfragen, BADV) oraz Federalną Agencją do spraw Nieruchomości (niem. Bundesanstalt für Immobilienaufgaben, BImA) w sprawie własności nieruchomości gruntowej, na której stoi pałac. 4 kwietnia 2012 roku postępowanie zakończyło się ugodą, na mocy której dawna pruska nieruchomość, początkowo przyporządkowana krajowi związkowemu Berlin przez BADV, stała się własnością BImA.
Pałac współcześnie wykorzystywany jest do organizacji wystaw oraz różnych wydarzeń kulturalnych. Na przykład w 2005 roku odbyła się w nim wystawa poświęcona Albertowi Einsteinowi, z kolei wiosną 2006 roku wystawiono w nim stworzoną przez Joshuę Sobola sztukę Alma opartą na życiorysie Almy Mahler-Werfel. Sztukę grano w różnych pomieszczeniach jednocześnie, co wymagało tymczasowego odtworzenia historycznego wyglądu wnętrz. W 2006 roku, od sierpnia do października w Kronprinzenpalais mieściła się również kontrowersyjna wystawa Erzwungene Wege – Flucht und Vertreibung im Europa des 20. Jahrhunderts (pol. „Wymuszone drogi - ucieczka i wypędzenie w Europie XX wieku”), poświęcona wysiedleniom Niemców w Europie w XX wieku i zorganizowana przez Związek Wypędzonych. Latem 2009 roku budynek gościł wystawę Die Gerufenen – Deutsches Leben in Mittel- und Osteuropa (pol. „Wezwani – niemieckie życie w środkowej i wschodniej Europie”), opowiadającej o 800-letniej historii życia Niemców na terenie środkowej i wschodniej Europy. Z kolei w okresie od marca do czerwca 2012 roku urządzono w pałacu trzyczęściową wystawę Heimatweh – Eine Trilogie (pol. „Ból ojczyzny - trylogia”), dotyczącą szeroko pojętego przymusowego wygnania, której jedną z części stanowiła znana z 2006 roku Erzwungene Wege. Od stycznia 2015 roku Kronprinzenpalais jest miejscem organizacji tygodnia mody, zainicjowanego przez Christiane Arp, redaktor naczelną niemieckiej edycji „Vogue’a” oraz Marcusa Kurza, menedżera mody z agencji Nowadays.